# Окотлан (Тласкала)
Окотлан (исп. Ocotlán) — город и муниципалитет в Мексике, входит в штат Тласкала. Население 22 082 человека.